# تشوباكا
تشوباكا Chewbacca هو شخصية خيالية في عالم حرب النجوم، ومثل دوره الإنكليزي بيتر مايهيو. تشوباكا هو أحد الشخصيات الأساسية في الثلاثية الأصلية، وظهر في دور بسيط في الحلقة الثالثة (انتقام السيث).
تشوباكا هو أحد كائنات الووكي التي تتميز بطولها الفارع وشعرها الكثيف وعوائها الشبيه بالدببة. تشوباكا هو طيار ويظهر دائما مع صديقه المهرب هان سولو. يظهر تشوباكا وهو يستخدم القوس والنشاب بدل أسلحة الليزر.

## الصنع
حاول جورج لوكاس تخيل شخصية تشوباكا بأنه «مساعد طيار لطيف وكثيف الشعر وكلامه غير مفهوم»، وهي صورة استقاها من كلبه. كان اسم الكلب إنديانا، واستوحى منه شخصية أخرى من إنتاجه هي إنديانا جونز. ويقال أن اسم تشوباكا يشتق من الكلمة الروسية سوباكا (собака) وتعني كلب.
ذكر في موسوعة حرب النجوم (التي صدرت بعد فيلم أمل جديد)، أن تشوباكا أصبح رفيق هان سولو بعد أن رفض الأخير (الذي كان نقيبا إمبراطوريا) تنفيذ أمر قتل تشوباكا (الذي كان عبدا لدى الإمبراطورية)، فتم طرد سولو من الجيش وأصبح مهربا، وظل تشوباكا مدينا له بحياته. وقد وضعت مجلة إنترتينمنت ويكلي اسمه بين أعظم المساعدين في تاريخ السينما.
لعب بيتر مايهيو دور شوباكا في كافة الأفلام التي ظهر بها، وتم اختياره لطول قامته – 7 أقدام و3 بوصة (2.2 م). وتم صنع خمسة بدلات متطابقة ليلبسها مايهيو. لبس مايهيو في الثلاثية الأصلية بدلة من شعر الياك والموهير. وفي فيلم انتقام السيث، صنعت البدلة من مواد أكثر إراحة، رغم أن تصوير مشهده لم يدم إلا يوما واحدا. لم يظهر من زي مايهيو سوى عيناه الزرقاوان فقط، ولكن هواة حرب النجوم كانوا يعرفونه بحركاته المميزة، كما أن معاونيه كانوا يعرفون إن كان هو أو بديله خلف القناع.
تم وضع صوت تشوباكا عن طريق مصمم الصوت للثلاثية الأصلية، بن بيرت، حيث مزج تسجيلات لحيوانات مختلفة، مثل فيل البحر والأسود والإبل والدببة والأرانب والنمور والغرير، والتي كانت موجودة في مكتبة بيرت الشخصية. تم مزج التسجيلات الفردية بنسب مختلفة حسب طريقة كلام تشوباكا. أحد أهم العناصر في التسجيل كان بصوت دب أسود يدعى طارق، من حديقة هابي هولو في سان خوسيه، كاليفورنيا.

## الظهور

### الأفلام
ظهر تشوباكا أول مرة في الحلقة الرابعة: أمل جديد. حيث قبل مع صديقه هان سولو أن يأخذ لوك سكاي ووكر ورفاقه إلى كوكب ألديران. لكن عندما وجدوا أن الكوكب قد تم تدميره عن طريق نجمة الموت، قرر المهربان الانضمام إلى تحالف الثوار.
في الحلقتين الخمسة والسادسة. أصبح تشوباكا وهان سولو من الشخصيات المهمة في التحالف، وساعدا المتمردين في هزيمة الإمبراطورية المجرية.
ظهر تشوباكا في الحلقة الثالثة: انتقام السيث، تقع أحداثها قبل 19 سنة من الحلقة الرابعة. ويظهر تشوباكا وهو يقاتل مغ أحد زملائه من الووكي، حيث حارب قوات المستنسخين وهي تغزو كوكبهم كاشيك. كما ساعد يودا في الهرب بعد انقلب عليه جنود الإمبراطورية.

## العالم الموسع

### التلفزيون
في حلقة عيد الميلاد الخاصة عام 1978 تم تقديم تشوباكا مع عائلته وهم يعيشون على كوكب كاشيك. وفي الحلقة يتصدى هان وتشوباكا لدارث فيدر لمنعه من إفساد عيد الميلاد، وقضاء العيد مع عائلة تشوباكا. لم تعرض الحلقة سوى مرة واحدة فقط.
ظهر تشوباكا في أدوار بسيطة في مسلسل حرب المستنسخين الذي أنتج عام 2008.

### الكتب
- ظهرت أسرة تشوباكا أيضا في عدة قصص من عالم حرب النجوم، وأبرزها «قصة الووكي»، وثلاثية «أزمة الأسطول الأسود» بقلم مايكل كوبي-ماكدويل، وثلاثية هان سولو بقلم آن كريسبين. وأضافت كريسبين شخصيات أخرى من عائلة تشوباكا.
- في رواية «سيد الظلام: صعود دارث فيدر»، تظهر قصة هربه من كوكب كاشيك. في الرواية يقوم دارث فيدر وبالباتين بالهجوم على كوكب كاشيك واستعباد أهله لبناء نجمة الموت، أما تشوباكا فيهرب وينضم لسفينة مهربين موالية للثوار.
- في رواية فيكتور برايم بقلم روبرت أنطوني سالفاتوري عام 1999 يظهر تشوباكا لآخر مرة في عالم حرب النجوم (حسب ترتيب الأحداث الزمني). حيث يموت عندما يضحي بحياته لإنقاذ أناكين، ابن هان سولو.

### القصص المصورة
بعد رواية فكتور برايم، قامت شركة لوكاس فيلم بإصدار قصة مصورة من أربعة أعداد بعنوان حرب النجوم: تشوباكا، وفيها يسافر C-3PO مع R2-D2 عبر المجرة ليجمعوا القصص حول تشوباكا من كل من عرفه والتقى به.

## الاستقبال
حظي تشوباكا بشعبية واسعة بين الجماهير، واختاره موقع آي جي إن في المرتبة التاسعة بين أعظم شخصيات حرب النجوم، ووضعت صداقته مع هان سولو بين أعظم 10 صداقات في الأفلام.
على النقيض من هذا، فلم يعجب روجر إيبرت بالشخصية، وذكر في تقييمه للإصدار الخاص لفيلم "الإمبراطورية تعيد الضربات” أن هذه الشخصية كانت أسوأ ما بالفيلم: "وضعت هذه الشخصية في الفيلم الأول كواجهة فقط، ولم يفكر المنتجون بها جيدا، وبسبب هذا خرجت للصورة ولا يظهر على وجهه سوى تعبير واحد وصرخة حزينة. كان بإمكانه القيام بأكثر من هذا. كيف يمكنه أن يكون رائد فضاء ولا يستطيع التواصل بأي طريقة نافعة؟ هل بإمكان هان سولو أن يفهم حقا صوته الممل؟ هل يتحدثان مع بعضهما في أحاديث طويلة؟"

### الجوائز
تشوباكا هو أحد الشخصيات الخيالية القليلة التي حصلت على جائزة لإنجازات حياته في حفل توزيع جوائز إم تي في للأفلام. حيث اشتكى المشجعون أنه كان ينبغي أن يتلقى ميدالية مثلما حدث مع لوك سكاي ووكر وهان سولو في نهاية فيلم أمل جديد، وقامت كاري فيشر بتقديم الجائزة على شكل ميدالية. وذكر بيتر مايهيو أنه كان على تشوباكا تلقى ميدالية في المشهد الأصلي، لكنه لاحظ أن تشوباكا تم تعويضه بكونه صاحب آخر جملة في الفيلم.